# Penicillium proteolyticum
Penicillium proteolyticum är en svampart som beskrevs av Kamyschko 1961. Penicillium proteolyticum ingår i släktet Penicillium och familjen Trichocomaceae.   Inga underarter finns listade i Catalogue of Life.